# Guldhjälmen (motocross)
Guldhjälmen är en licensform som infördes inom svensk motocross 1 januari 2004. 
Barn och knattar till och med 11 år måste ha fått Guldhjälmen för att få starta i så kallade knattetävlingar i motocross. Inga barn utan denna licens får tävla.
Många föräldrar har protesterat mot införandet av Guldhjälmen.[källa behövs]